# Kaunertaler Gletscherstraße
La Kaunertaler Gletscherstraße (tedesco, Strada del ghiacciaio del Kaunertal in italiano) è una delle strade più alte d'Europa, sita in Austria.

## Descrizione
La strada si trova nello stato del Tirolo nell'area delle Alpi Venoste Orientali. Prende il via dal comune di Kaunertal – dove presso la località di Feichten (1287 m s.l.m.) è ubicata la barriera per il pagamento del pedaggio – e percorre l'omonima valle superando il lago artificiale Gepatsch e raggiungendo dopo un tragitto di 26 kilometri caratterizzato da 29 tornanti il ghiacciaio del Kaunertal (2750 m s.l.m.), sede di un comprensorio sciistico.
La strada è stata sede di arrivo di tappa della competizione ciclistica Österreich-Rundfahrt nel 1996 e nel 1999.

## Galleria d'immagini

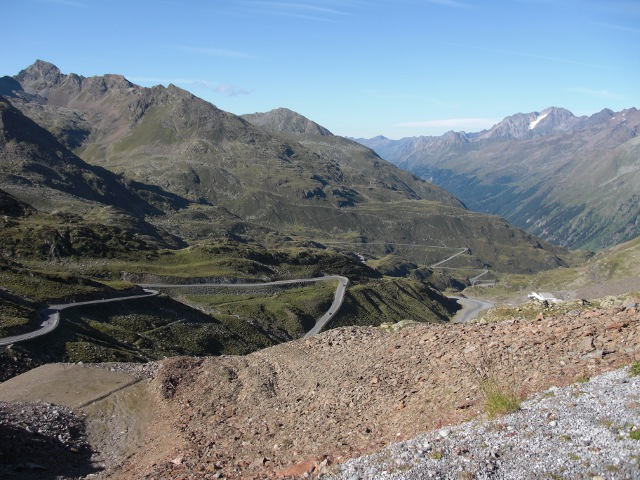
Vista della strada dalla sua sommità.
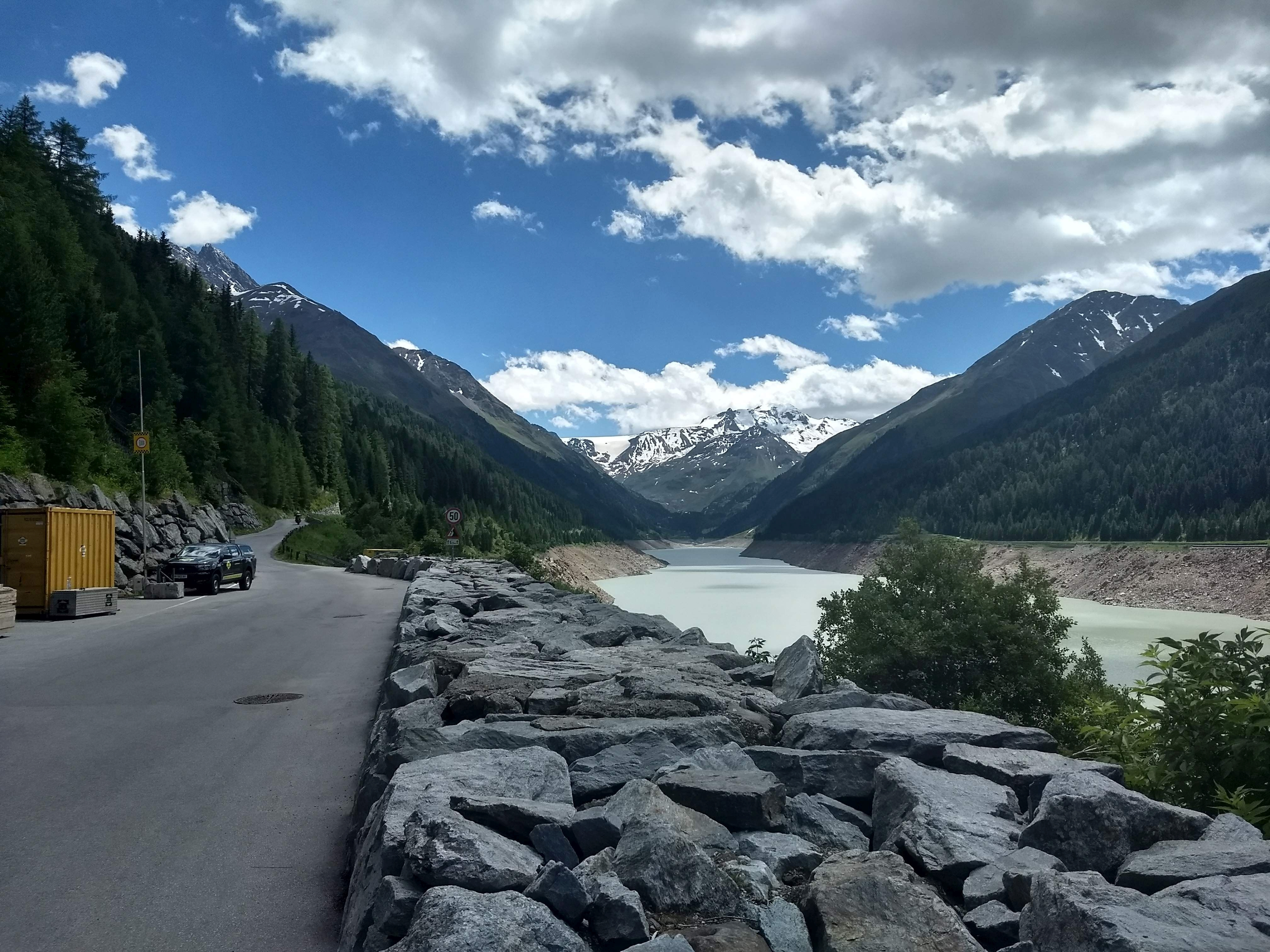
La strada all'altezza del lago artificiale Gepatsch.
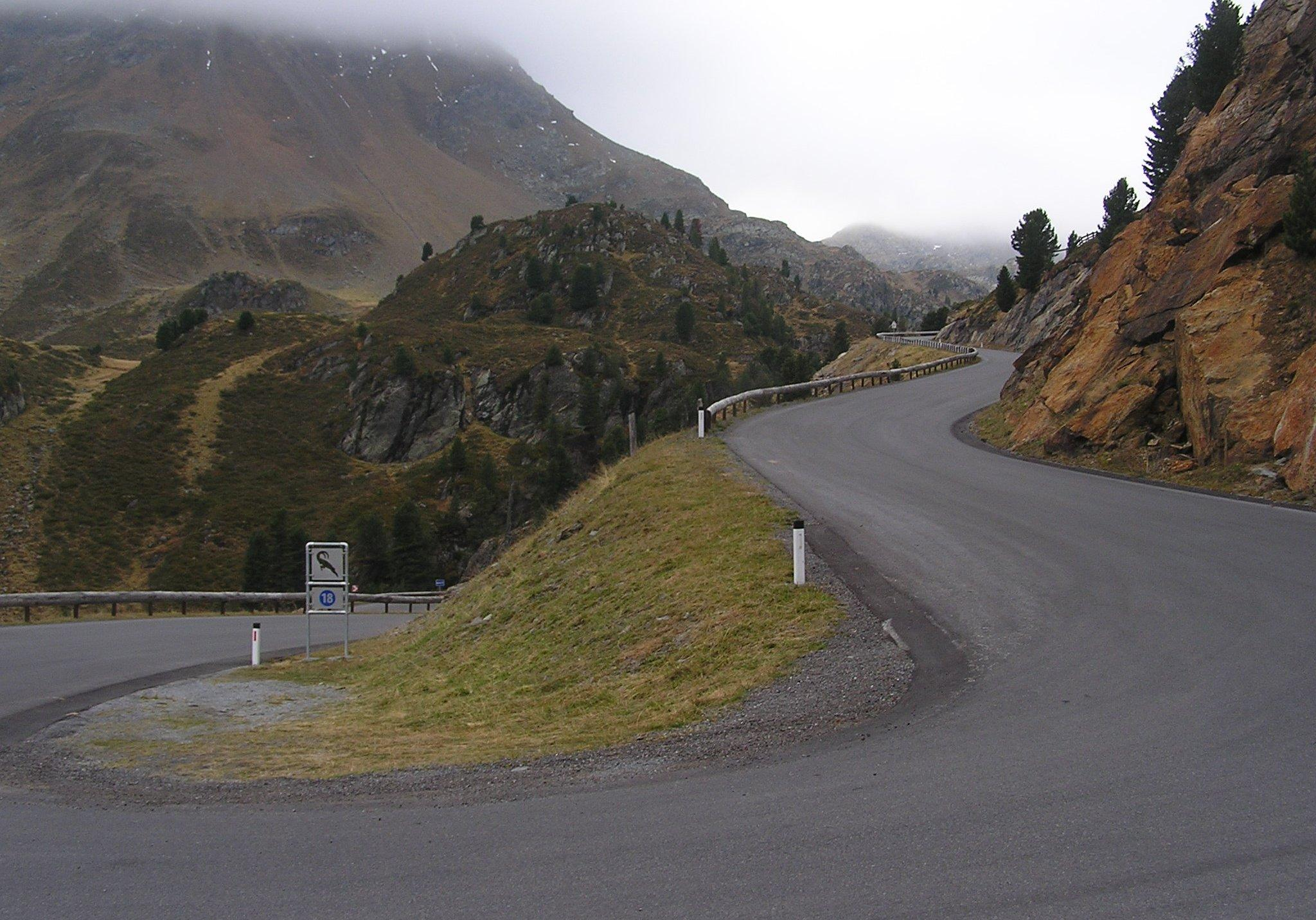
Uno dei tornanti della strada.